# Seguapallene tricuspidata
Seguapallene tricuspidata is een zeespin uit de familie Callipallenidae. De soort behoort tot het geslacht Seguapallene. Seguapallene tricuspidata werd in 1991 voor het eerst wetenschappelijk beschreven door Stock. 